# (11788) Nauchnyj
(11788) Nauchnyj (1977 QN2) – planetoida z pasa głównego asteroid okrążająca Słońce w ciągu 3,65 lat w średniej odległości 2,37 j.a. Odkryta 21 sierpnia 1977 roku.